# Perdita scitula
Perdita scitula är en biart som beskrevs av Timberlake 1960. Perdita scitula ingår i släktet Perdita och familjen grävbin. Inga underarter finns listade i Catalogue of Life.